# ريوتا كاجيوارا
ريوتا كاجيوارا (باليابانية: 梶川 諒太) (17 أبريل 1989 في تاكاساغو في اليابان – )؛ هو لاعب كرة قدم ياباني سابق كان يلعب كلاعب وسط.

## وصلات خارجية
- ريوتا كاجيوارا على موقع رابطة كرة القدم اليابانية للمحترفين (اليابانية)
- ريوتا كاجيوارا على موقع قاعدة بيانات كرة القدم.إي يو (الإنجليزية)
- ريوتا كاجيوارا على موقع Soccerway.com (الإنجليزية)
- ريوتا كاجيوارا على موقع عالم كرة القدم.نت (الإنجليزية)